# World Baseball Classic 2023
De World Baseball Classic 2023 was de vijfde editie van dit internationale honkbaltoernooi voor landenteams dat werd gespeeld onder auspiciën van de International Baseball Federation (IBAF). Het toernooi werd gehouden van 8 tot en met 21 maart 2023.
De Verenigde Staten was de titelhouder, maar werd in de finale uitgeschakeld. Het Japanse honkbalteam bereikte ongeslagen de finale en won die met 3-2 van het Amerikaanse honkbalteam. Japan mag zich nu vier jaar lang de officiële wereldkampioen honkbal noemen.

## Gekwalificeerde teams
| Confederatie                   | Kwalficatietoernooi         | Gekwalificeerde team(s)                                                     |
| ------------------------------ | --------------------------- | --------------------------------------------------------------------------- |
| BCO (Oceanië)                  | World Baseball Classic 2017 | Australië                                                                   |
| BFA (Azië)                     | Gastland                    | Japan Taiwan                                                                |
| BFA (Azië)                     | Groepsfases vorige Classics | China                                                                       |
| BFA (Azië)                     | World Baseball Classic 2017 | Zuid-Korea                                                                  |
| CEB (Europa)                   | World Baseball Classic 2017 | Israël Italië Nederland                                                     |
| CEB (Europa)                   | Kwalificatietoernooi        | Verenigd Koninkrijk Tsjechië                                                |
| COPABE (Noord en Zuid-Amerika) | Groepsfases vorige Classics | Canada Mexico                                                               |
| COPABE (Noord en Zuid-Amerika) | World Baseball Classic 2017 | Colombia Cuba Dominicaanse Republiek Puerto Rico Venezuela Verenigde Staten |
| COPABE (Noord en Zuid-Amerika) | Kwalificatietoernooi        | Panama Nicaragua                                                            |

## Speelsteden
Vier stadions worden gebruikt voor het toernooi:
| Groep A             | Groep B            | Groep C                   | Groep D                    |
| ------------------- | ------------------ | ------------------------- | -------------------------- |
| 🇹🇼 Taichung, Taiwan | Tokio, Japan       | Phoenix, Verenigde Staten | 🇺🇸 Miami, Verenigde Staten |
| Taichung Stadium    | Tokyo Dome         | Chase Field               | LoanDepot Park             |
| Capaciteit: 20.000  | Capaciteit: 45.600 | Capaciteit: 48.686        | Capaciteit: 36.742         |
|                     |                    |                           |                            |

## Groepsindeling
| Groep A   | Groep B    | Groep C             | Groep D                |
| --------- | ---------- | ------------------- | ---------------------- |
| Cuba      | Japan      | Mexico              | Venezuela              |
| Italië    | Australië  | Verenigde Staten    | Puerto Rico            |
| Nederland | Zuid-Korea | Canada              | Dominicaanse Republiek |
| Panama    | Tsjechië   | Verenigd Koninkrijk | Israël                 |
| Taiwan    | China      | Colombia            | Nicaragua              |

## Groepsfase
| Legenda                                                               |
| --------------------------------------------------------------------- |
| Geplaatst voor de tweede ronde en voor de World Baseball Classic 2026 |
| Uitgeschakeld en geplaatst voor de World Baseball Classic 2026        |
| Uitgeschakeld                                                         |

### Groep A
| Plaats | team      | G | V | Tie-breaker |
| ------ | --------- | - | - | ----------- |
| 1      | Cuba      | 2 | 2 | .139        |
| 2      | Italië    | 2 | 2 | .157        |
| 3      | Nederland | 2 | 2 | .186        |
| 4      | Panama    | 2 | 2 | .200        |
| 5      | Taiwan    | 2 | 2 | .295        |

- 5 way tie in Pool A

| Datum         | Tijd  | Team 1    | Uitslag | Team 2    | Stadion          |
| ------------- | ----- | --------- | ------- | --------- | ---------------- |
| 8 maart 2023  | 12:00 | Cuba      | 2-4     | Nederland | Taichung Stadium |
| 8 maart 2023  | 19:00 | Panama    | 12-5    | China     | Taichung Stadium |
| 9 maart 2023  | 12:00 | Panama    | 1-3     | Nederland | Taichung Stadium |
| 9 maart 2023  | 19:00 | Italië    | 6-3     | Cuba      | Taichung Stadium |
| 10 maart 2023 | 12:30 | Cuba      | 13-4    | Panama    | Taichung Stadium |
| 10 maart 2023 | 19:00 | Italië    | 7-11    | Taiwan    | Taichung Stadium |
| 11 maart 2023 | 12:00 | Panama    | 2-0     | Italië    | Taichung Stadium |
| 11 maart 2023 | 19:00 | Nederland | 5-9     | Taiwan    | Taichung Stadium |
| 12 maart 2023 | 12:00 | Taiwan    | 1-7     | Cuba      | Taichung Stadium |
| 12 maart 2023 | 19:00 | Nederland | 1-7     | Italië    | Taichung Stadium |

### Groep B
| Plaats | team       | G | V | Tie-breaker |
| ------ | ---------- | - | - | ----------- |
| 1      | Japan      | 4 | 0 |             |
| 2      | Australië  | 3 | 1 |             |
| 3      | Zuid-Korea | 2 | 2 |             |
| 4      | Tsjechië   | 1 | 3 |             |
| 5      | China      | 0 | 4 |             |

| Datum         | Tijd  | Team 1     | Uitslag | Team 2     | Stadion    |
| ------------- | ----- | ---------- | ------- | ---------- | ---------- |
| 9 maart 2023  | 12:00 | Australië  | 8-7     | Zuid-Korea | Tokyo Dome |
| 9 maart 2023  | 19:00 | China      | 1-8     | Japan      | Tokyo Dome |
| 10 maart 2023 | 12:00 | Tsjechië   | 8-5     | China      | Tokyo Dome |
| 10 maart 2023 | 19:00 | Zuid-Korea | 4-13    | Japan      | Tokyo Dome |
| 11 maart 2023 | 12:00 | China      | 2-12    | Australië  | Tokyo Dome |
| 11 maart 2023 | 19:00 | Tsjechië   | 2-10    | Japan      | Tokyo Dome |
| 12 maart 2023 | 12:00 | Tsjechië   | 3-7     | Zuid-Korea | Tokyo Dome |
| 12 maart 2023 | 19:00 | Japan      | 7-1     | Australië  | Tokyo Dome |
| 13 maart 2023 | 12:00 | Australië  | 8-3     | Tsjechië   | Tokyo Dome |
| 13 maart 2023 | 19:00 | Zuid-Korea | 22-2    | China      | Tokyo Dome |

### Groep C
| Plaats | team                | G | V | Tie-breaker |
| ------ | ------------------- | - | - | ----------- |
| 1      | Mexico              | 3 | 1 |             |
| 2      | Verenigde Staten    | 3 | 1 |             |
| 3      | Canada              | 2 | 2 |             |
| 4      | Verenigd Koninkrijk | 1 | 3 |             |
| 5      | Colombia            | 1 | 3 |             |

| Datum         | Tijd  | Team 1              | Uitslag | Team 2              | Stadion     |
| ------------- | ----- | ------------------- | ------- | ------------------- | ----------- |
| 11 maart 2023 | 12:30 | Colombia            | 5-4     | Mexico              | Chase Field |
| 11 maart 2023 | 19:00 | Verenigd Koninkrijk | 2-6     | Verenigde Staten    | Chase Field |
| 12 maart 2023 | 12:00 | Verenigd Koninkrijk | 8-18    | Canada              | Chase Field |
| 12 maart 2023 | 19:00 | Mexico              | 11-5    | Verenigde Staten    | Chase Field |
| 13 maart 2023 | 12:00 | Colombia            | 5-7     | Verenigd Koninkrijk | Chase Field |
| 13 maart 2023 | 19:00 | Canada              | 1-12    | Verenigde Staten    | Chase Field |
| 14 maart 2023 | 12:00 | Canada              | 5-0     | Colombia            | Chase Field |
| 14 maart 2023 | 19:00 | Verenigd Koninkrijk | 1-2     | Mexico              | Chase Field |
| 15 maart 2023 | 12:00 | Mexico              | 10-3    | Canada              | Chase Field |
| 15 maart 2023 | 19:00 | Verenigde Staten    | 3-2     | Colombia            | Chase Field |

### Groep D
| Plaats | team                   | G | V | Tie-breaker |
| ------ | ---------------------- | - | - | ----------- |
| 1      | Venezuela              | 4 | 0 |             |
| 2      | Puerto Tico            | 3 | 1 |             |
| 3      | Dominicaanse Republiek | 2 | 2 |             |
| 4      | Israël                 | 1 | 3 |             |
| 5      | Nicaragua              | 0 | 4 |             |

| Datum         | Tijd  | Team 1                 | Uitslag | Team 2                 | Stadion        |
| ------------- | ----- | ---------------------- | ------- | ---------------------- | -------------- |
| 11 maart 2023 | 12:30 | Nicaragua              | 1-9     | Mexico                 | LoanDepot Park |
| 11 maart 2023 | 19:00 | Dominicaanse Republiek | 1-5     | Venezuela              | LoanDepot Park |
| 12 maart 2023 | 12:00 | Nicaragua              | 1-3     | Israël                 | LoanDepot Park |
| 12 maart 2023 | 19:00 | Venezuela              | 9-6     | Puerto Rico            | LoanDepot Park |
| 13 maart 2023 | 12:00 | Dominicaanse Republiek | 6-1     | Nicaragua              | LoanDepot Park |
| 13 maart 2023 | 19:00 | Israël                 | 0-10    | Puerto Rico            | LoanDepot Park |
| 14 maart 2023 | 12:00 | Nicaragua              | 1-4     | Venezuela              | LoanDepot Park |
| 14 maart 2023 | 19:00 | Israël                 | 0-10    | Dominicaanse Republiek | LoanDepot Park |
| 15 maart 2023 | 12:00 | Venezuela              | 5-1     | Israël                 | LoanDepot Park |
| 15 maart 2023 | 19:00 | Puerto Rico            | 5-2     | Dominicaanse Republiek | LoanDepot Park |

## Play-offs
|  | Kwarfinale | Kwarfinale  | Kwarfinale       |       |                  | Halvefinale | Halvefinale | Halvefinale |  |  | Finale | Finale           | Finale |
|  |            |             |                  |       |                  |             |             |             |  |  |        |                  |        |
|  | B2         | Australië   | 3                |       |                  |             |             |             |  |  |        |                  |        |
|  | A1         | Cuba        | 4                |       |                  |             |             |             |  |  |        |                  |        |
|  | A1         | Cuba        | 4                |       | A1               | Cuba        | 2           |             |  |  |        |                  |        |
|  |            |             |                  |       | A1               | Cuba        | 2           |             |  |  |        |                  |        |
|  |            | C2          | Verenigde Staten | 14    |                  |             |             |             |  |  |        |                  |        |
|  | C2         | C2          | Verenigde Staten | 14    | Verenigde Staten | 9           |             |             |  |  |        |                  |        |
|  | C2         |             |                  |       | Verenigde Staten | 9           |             |             |  |  |        |                  |        |
|  | D1         | Venezuela   | 7                |       |                  |             |             |             |  |  |        |                  |        |
|  |            |             |                  |       |                  |             |             |             |  |  |        | Verenigde Staten | 2      |
|  |            |             |                  | Japan | 3                |             |             |             |  |  |        |                  |        |
|  | D2         | Puerto Rico | 4                |       |                  |             |             |             |  |  |        |                  |        |
|  | C1         | Mexico      | 5                |       |                  |             |             |             |  |  |        |                  |        |
|  | C1         | Mexico      | 5                |       | C1               | Mexico      | 5           |             |  |  |        |                  |        |
|  |            |             |                  |       | C1               | Mexico      | 5           |             |  |  |        |                  |        |
|  |            | B1          | Japan            | 6     |                  |             |             |             |  |  |        |                  |        |
|  | A2         | B1          | Japan            | 6     | Italië           | 3           |             |             |  |  |        |                  |        |
|  | A2         |             |                  |       | Italië           | 3           |             |             |  |  |        |                  |        |
|  | B1         | Japan       | 9                |       |                  |             |             |             |  |  |        |                  |        |

### Kwartfinales
| Datum         | Tijd  | Team 1           | Uitslag | Team 2    | Speelstadion   |
| ------------- | ----- | ---------------- | ------- | --------- | -------------- |
| 15 maart 2023 | 19:00 | Australië        | 3-4     | Cuba      | Tokio Dome     |
| 16 maart 2023 | 19:00 | Italië           | 3-9     | Japan     | Tokio Dome     |
| 17 maart 2023 | 19:00 | Puerto Rico      | 4-5     | Mexico    | LoanDepot Park |
| 18 maart 2023 | 19:00 | Verenigde Staten | 9-7     | Venezuela | LoanDepot Park |

### Halvefinales
| Datum         | Tijd  | Team 1 | Uitslag | Team 2           | Speelstadion   |
| ------------- | ----- | ------ | ------- | ---------------- | -------------- |
| 19 maart 2023 | 19:00 | Cuba   | 2-14    | Verenigde Staten | LoanDepot Park |
| 20 maart 2023 | 19:00 | Mexico | 5-6     | Japan            | LoanDepot Park |

### Finale
| Datum         | Tijd  | Team 1           | Uitslag | Team 2 | Speelstadion   |
| ------------- | ----- | ---------------- | ------- | ------ | -------------- |
| 21 maart 2023 | 19:00 | Verenigde Staten | 2-3     | Japan  | LoanDepot Park |

## Eindstand
Top 16 naar World Baseball Classic 2026.
| Nr.                                        | Land                   | W       | L       | RV/RT   |
| Winnaar                                    | Winnaar                | Winnaar | Winnaar | Winnaar |
| ------------------------------------------ | ---------------------- | ------- | ------- | ------- |
| 1                                          | Japan                  | 7       | 0       | 56/18   |
| Verliezend finalist                        |                        |         |         |         |
| 2                                          | Verenigde Staten       | 5       | 2       | 51/28   |
| Halvefinalisten                            |                        |         |         |         |
| 3                                          | Mexico                 | 4       | 2       | 37/24   |
| 4                                          | Cuba                   | 3       | 3       | 31/32   |
| Kwartfinalisten                            |                        |         |         |         |
| 5                                          | Venezuela              | 4       | 1       | 30/18   |
| 6                                          | Australië              | 3       | 2       | 32/23   |
| 7                                          | Puerto Rico            | 3       | 2       | 34/17   |
| 8                                          | Italië                 | 2       | 3       | 23/26   |
| Uitgeschakeld in de groepsfase (3e plaats) |                        |         |         |         |
| 9                                          | Zuid-Korea             | 2       | 2       | 40/26   |
| 10                                         | Dominicaanse Republiek | 2       | 2       | 19/11   |
| 11                                         | Canada                 | 2       | 2       | 27/30   |
| 12                                         | Nederland              | 2       | 2       | 13/19   |
| Uitgeschakeld in de groepsfase (4e plaats) |                        |         |         |         |
| 13                                         | Panama                 | 2       | 2       | 19/21   |
| 14                                         | Verenigd Koninkrijk    | 1       | 3       | 18/31   |
| 15                                         | Tsjechië               | 1       | 3       | 16/30   |
| 16                                         | Israël                 | 1       | 3       | 4/26    |
| Uitgeschakeld in de groepsfase (5e plaats) |                        |         |         |         |
| 17                                         | Taiwan                 | 2       | 2       | 26/31   |
| 18                                         | Colombia               | 1       | 3       | 12/19   |
| 19                                         | Nicaragua              | 0       | 4       | 4/22    |
| 20                                         | China                  | 0       | 4       | 10/50   |